# شمارش معکوس (مجموعه تلویزیونی ارمنستانی)
شمارش معکوس (ارمنی: Հետհաշվարկ؛ انگلیسی: Countdown) یک مجموعه تلویزیونی درام دلهره‌آور روان‌شناختی ارمنستانی ۳۶–۴۰ دقیقه‌ای محصول سال ۲۰۱۷ کشور ارمنستان به کارگردانی یلنا آرشاکیان،  و نویسندگی آناهیت مخیتاریان می‌باشد. این مجموعه از روز ۲۱ اکتبر ۲۰۱۷ از آرمنیا تی‌وی شروع به نمایش درآمد. این مجموعه شنبه‌ها و یکشنبه‌ها ساعت ۲۱:۰۰ شب روی آنتن رفت. داستان این مجموعه در مکان‌های مختلف ارمنستان اتفاق می‌افتد. فیلمبردار سریال نلسون سارگسیان می‌باشد.

## بازیگران
- آنی یرانیان
- سوس جانیبکیان
- خورن لوونیان
- کریستینا کیومچیان[ب]
- گوژ مانوکیان[پ]
- ساموئل سارگسیان[ت]
- واهه زیرویان[ث]
- داویت گریگوریان[ج]
- گئورگ گریگوریان[چ]
- روبرت هاکوبیان

## یادداشت
1. ↑  Yelena Arshakyan
2. ↑  Kristina Kiuyumchyan
3. ↑  Guj Manukyan
4. ↑  Samvel Sargsyan
5. ↑  Vahe Ziroyan
6. ↑  Davit Grigoryan
7. ↑  Gevorg Grigoryan